# مارسين نواك (لاعب كرة طائرة)
مارسين نواك (بالبولندية: Marcin Nowak)‏ (17 أكتوبر 1975 في بولندا - ) هو لاعب كرة طائرة بولندي في مركز وسط ‏. شارك في الألعاب الأولمبية الصيفية 1996.

## وصلات خارجية
- مارسين نواك على موقع دوري الدرجة الأولى الإيطالي للكرة الطائرة - رجال (الإيطالية)
- مارسين نواك على موقع اللجنة الأولمبية الدولية (الإنجليزية)
- مارسين نواك على موقع أوليمبيديا (الإنجليزية)
- مارسين نواك على موقع اللجنة الأولمبية البولندية (مؤرشف) (البولندية)